# Criollo barbiezos
El criollo barbiezos, también conocido como holandés de Barbiezos, fue una lengua criolla neerlandesa, ahora extinta, hablada en Barbiezos, una región a lo largo del Río Barbiezos (en inglés Berbice) en Guyana. Tenía un léxico basado en gran medida en variedades holandesas e ijoides orientales del sur de Nigeria.
A diferencia del más conocido Negerhollands hablado en las Islas Vírgenes, las lenguas barbiezos y su pariente el skepi eran casi desconocidos para el mundo exterior hasta que Ian Robertson informó por primera vez sobre los dos idiomas en 1975. La lingüista neerlandesa Silvia Kouwenberg investigó posteriormente la lengua criolla, publicando su gramática en 1994 y numerosas otras obras que examinaban su formación y sus usos.